# Johan Ernst van Nassau-Weilburg
Johan Ernst van Nassau-Weilburg (Weilburg, 13 juni 1664 o.s. — Heidelberg, 27 februari 1719) was graaf van Nassau-Weilburg, een deel van het graafschap Nassau. Hij stamt uit de Walramse Linie van het Huis Nassau.

## Biografie
Johan Ernst was de oudste zoon van graaf Frederik van Nassau-Weilburg en Christiane Elisabeth van Sayn-Wittgenstein-Homburg, dochter van graaf Ernst van Sayn-Wittgenstein-Homburg en Christiane van Waldeck.

### Graaf van Nassau-Weilburg
Toen zijn vader als gevolg van een ruiterongeval in 1675 overleed, was Johan Ernst 11 jaar oud. Johan Ernst erfde samen met zijn broer Frederik Willem Lodewijk het graafschap Nassau-Weilburg. Tot zijn voogd werd Johan van Nassau-Idstein benoemd. Johan Ernst bracht zijn jeugd door in Weilburg, waar hij les kreeg van privéleraren. Na het overlijden van zijn voogd Johan van Nassau-Idstein in 1677, werd de voogdij overgedragen aan Johan Lodewijk van Nassau-Ottweiler, en Johan Ernst en zijn broer verhuisden in 1679 naar hun voogd in Ottweiler. In juli 1679 begon Johan Ernst met de studie aan de Universiteit van Tübingen. Van 1681 tot 1682 hield hij zich op aan het hof van koning Lodewijk XIV van Frankrijk in het Paleis van Versailles. In 1683 werd hij meerderjarig verklaard. In 1684 sneuvelde zijn broer en werd Johan Ernst de enige heerser over Nassau-Weilburg.
Aanvankelijk controleerde Johan Ernst alleen de gebieden rechts van de Rijn van zijn graafschap, omdat de delen links van de Rijn, Kirchheim en Stauf (Eisenberg), bezet werden door Frankrijk. Pas bij de Vrede van Rijswijk in 1697 kreeg hij de gebieden links van de Rijn terug. Hij voerde het eerstgeboorterecht (primogenituur) voor zijn huis in.
Op 4 augustus 1688 verleende keizer Leopold I de waardigheid van rijksvorst aan de zijtakken uit de Walramse Linie van het Huis Nassau rechts van de Rijn (Nassau-Weilburg, Nassau-Idstein en Nassau-Usingen). Omdat Johan Ernst weigerde zijn deel van de oorkondevergoeding van 21.420 gulden te betalen, hielden Walraad van Nassau-Usingen en George August Samuel van Nassau-Idstein de benoemingsoorkonde achter. Johan Ernst voerde de titel rijksvorst nooit, maar leefde in de wetenschap dat zijn voorvader Johan I van Nassau-Weilburg van keizer Karel IV in 1366, voor hemzelf en zijn afstammelingen, de rang gefürstete Graf had gekregen. Johan Ernsts zoon Karel August nam op 27 september 1737 de titel van rijksvorst aan, maar zonder de tak Nassau-Usingen (Nassau-Idstein was in 1721 uitgestorven) de in 1688 betaalde kosten te vergoeden.
Johan Ernst stond in 1699 Frankenstein af aan de keurvorst van de Palts en Kehl aan Baden. Hij deelde in 1703 met Hessen-Darmstadt de ambten Hüttenberg en Niederkleen, stond in 1706 de dorpen aan de Rijn (zeer waarschijnlijk de negen dorpen bij Worms verworven door Filips I van Nassau-Weilburg) af aan de keurvorst van de Palts en verkreeg daarvoor in de plaats het gehele ambt Bolanden, dat verenigd werd met Kirchheim. Johan Ernst kocht in 1716 van de graven van Westerburg het 1/12 deel van Cleeberg dat zij bezaten.
Johan Ernst overleed in 1719 tijdens een kuur in Heidelberg. Hij werd begraven in de Slotkerk te Weilburg. Zijn zoon Karel August volgde hem op.

### Militaire carrière
Op 20 mei 1684 trad Johan Ernst als luitenant-kolonel in dienst van de landgraven van Hessen-Kassel. Op 1 februari 1686 werd hij gepromoveerd tot kolonel en in 1688 werd hij commandant van het nieuw opgerichte regiment dragonders, waarmee hij in hetzelfde jaar in de Negenjarige Oorlog bij de verdediging van Koblenz vocht. In 1689 was hij betrokken bij het Beleg van Mainz. In 1690 nam hij deel aan de Slag bij Fleurus. Daar stond hij tegenover graaf Lodewijk Crato van Nassau-Saarbrücken, die in Franse dienst was. In 1691 werd hij benoemd tot generaal-majoor. In 1693 nam hij deel aan de Slag bij Neerwinden. Op 1 mei 1696 werd hij benoemd tot luitenant-generaal.
Reeds in september 1696 trad Johan Ernst in dienst van de keurvorst van de Palts als generaal van de Boven-Rijnse Kreits. Landgraaf Karel van Hessen-Kassel nam hem deze overgang kwalijk en werd een van zijn scherpste tegenstanders. Na de Vrede van Rijswijk in 1697 werd Johan Ernst gouverneur van de Paltse residentiestad Düsseldorf. Op 25 februari 1697 werd hij geheimraad en op 21 maart 1697 generaal der cavalerie.
Tevens was Johan Ernst sedert 1701 kolonel van een regiment te voet en een regiment te paard in Staatse dienst. Voorts werd hij in keizerlijke dienst op 19 februari 1697 generaal der cavalerie, en ten slotte op 18 februari 1704 veldmaarschalk.
In 1701 organiseerde Johan Ernst de inzet van het rijksleger van de Boven-Rijnse Kreits voor de Spaanse Successieoorlog. Hij was betrokken bij de belegering en bestorming van de vesting Landau in de Palts in 1702 en verdreef in aansluiting daarop een Frans leger onder maarschalk Tallard uit de Hunsrück. Daarvoor werd hij in 1703 benoemd tot veldmaarschalk van de Palts. Ook was hij sinds 16 december 1702 president van de krijgsraad.
Terwijl de keizerlijke veldheer prins Eugenius van Savoye in Beieren tegen de Franse maarschalk Villars optrok, bleef Johan Ernst aan de Rijn om Landau te verdedigen tegen Tallard. Op 15 november 1703 kwam het tot de Slag bij Speyerbach, waarbij de keizerlijke troepen verloren van de Fransen. Onder de ongeveer 8.000 doden was de oudste zoon van Johan Ernst, kolonel Frederik Lodewijk van Nassau-Weilburg. Daarna nam Johan Ernst niet meer aan grote veldslagen deel. In 1706 trok hij zich volledig terug uit de actieve legerdienst en werd groothofmeester van de keurvorst van de Palts. In 1716 eindigde zijn ambt als gouverneur van Düsseldorf en groothoofmeester en keerde hij naar Weilburg terug. Voor zijn prestaties werd hij in de Hubertusorde opgenomen.

### Bouwheer

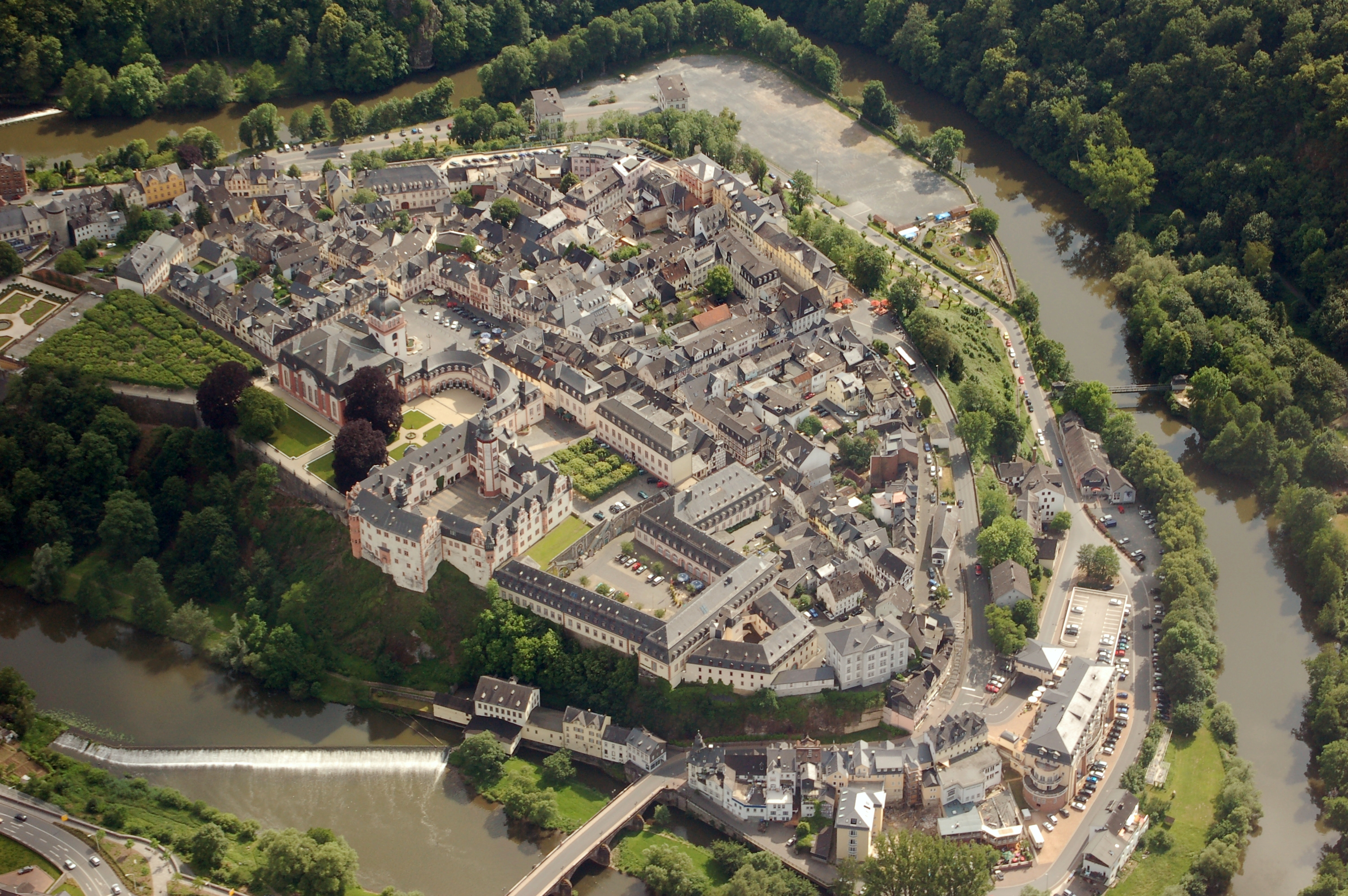
Luchtopname van Weilburg met het slot en de Slotkerk

Tijdens zijn bewind werden sinds 1702 in Weilburg het slot en de Slotkerk verbouwd. Johan Ernst heeft de voltooiing van het slot in 1721 niet meer beleefd. Naast het slotgebouw werd de Markt aangelegd, de baroktuin en administratieve gebouwen zoals de kanselarij (tegenwoordig het Mijnbouw- en Stadsmuseum). Verder werd de Tiergarten nieuw aangelegd, de boerderijen Windhof en Wehrholz gebouwd en een omvangrijke waterleiding aangelegd. Bovendien werd de oude stadsmuur afgebroken en werden de belangrijke straten en pleinen in barokstijl nieuw aangelegd (waaronder de Mauerstraße, Neugasse, Marktplatz, Frankfurter Straße en Limburger Straße). De kosten van de bouwwerkzaamheden betaalde Johan Ernst voornamelijk uit de salarissen van zijn militaire loopbaan.

### Muntstelsel
Johan Ernst maakte opnieuw gebruik van het muntrecht van de graven van Nassau. Hiervoor liet hij in Weilburg een Munt bouwen en droeg die op 19 mei 1690 aan de muntmeester J.U. Böttger over. Op 15 november 1692 werd de Munt bij overeenkomst overgedragen aan D. Schlüter. Schlüter was verplicht om met een zelfgemaakt muntstempel inferieure guldens te slaan; Johan Ernst beloofde het risico te dragen. Er werd vooral geld uit de Keurpalts en Brandenburg vervalst.
Johan Willem van de Palts klaagde Johan Ernst aan voor de Muntcommissie en de Reichshofrat, maar Johan Ernst kon in december 1695 door betaling van 5000 gulden het proces afwenden. Op 15 april 1696 kwamen troepen uit Palts-Neuburg naar Weilmünster doch moesten zich zonder bewijs weer terugtrekken. Na de overgang van Johan Ernst in Paltse dienst kwamen op 6 december 1696 troepen van Hessen-Kassel naar Weilburg. Gravin Maria Polyxena vluchtte naar Frankfurt. De Hessische troepen arresteerden de kamerschrijver Boller, de muntmeester Schlüter, en de blikslager Conradi. Boller en Conradi werden weer vrijgelaten, Schlüter werd aan Brandenburgse soldaten overgedragen. Hij bekende dat hij ongeveer 90.000 gulden had vervalst, waarvan er 600 in omloop waren gekomen. Schlüter werd tot twee jaar gevangenisstraf veroordeeld. Johan Ernst vroeg de keurvorst van Brandenburg om vergiffenis. Johan Willem van de Palts vergaf zijn verdienstelijke generaal.
Een tweede valsmunterijwerkplaats bestond in Weilmünster. Vermoedelijk was deze Johan Ernst bekend. In mei 1695 trokken Brandenburgse dragonders onverwachts Weilmünster binnen, maar konden geen sporen van de valsmunterij vinden. De verdachten waren spoorloos verdwenen. De betrokkenheid van Johan Ernst bij deze valsmunterij kon nooit bewezen worden.

## Huwelijk en kinderen
Johan Ernst huwde te Homburg in april 1683 met Maria Polyxena van Leiningen-Dachsburg-Hartenburg (Hartenburg 7 februari 1662 o.s. - Kirchheim(bolanden) 22 april 1725), dochter van graaf Frederik Emich van Leiningen-Dachsburg-Hartenburg en Sibylla van Waldeck.

Uit dit huwelijk werden de volgende kinderen geboren:
1. Frederik Lodewijk (Weilburg 28 december 1683 - gesneuveld in de Slag bij Speyerbach 15 november 1703).
2. Karel August (Weilburg 17 september 1685 o.s. - Weilburg 9 november 1753), volgde zijn vader op.
3. Maria Polyxena (Weilburg 20 november 1686 - Kirchheim .. maart 1687).[8]
4. Johanna Louise (Weilburg 19 november 1687 - Weilburg 13 februari 1688).
5. Karel Ernst (Frankfurt am Main 8 juni 1689 o.s.[9] - Fuchsmühl, Opper-Palts 22 september 1708).
6. Hendrik Lodewijk (Weilburg 29 augustus 1690[10] - Frankfurt am Main .. juli 1691).[11]
7. Magdalena Henriëtte (Frankfurt am Main 11/21 september 1691 - Braunfels 29 augustus 1725), huwde te Kirchheimbolanden op 15 april 1719 met vorst Frederik Willem van Solms-Braunfels (Braunfels 11/21 januari 1696 - Braunfels 24 februari 1761).
8. Albertina Christina Louise (Weilburg 25 juli 1693 - Kirchheimbolanden 8 juni 1748).
9. Doodgeboren dochter (14 juli 1694).

## Trivia
- Johan Ernst zou zijn huwelijk hebben doorgezet tegen de wil van zijn voogd. Om het te herdenken, zou hij de Kusslinde in de slottuin van Weilburg hebben geplant.[12]